# Aquagen
Aquagen is een popgroep. Olaf en Gino zijn de producers van Aquagen. Olaf heeft een project onder de naam Wippenberg en maakt remixen voor onder andere DJ Tiësto, Ian Van Dahl, The O.T. Quartet en Blank & Jones. In 1995 ontmoette Olaf en Gino elkaar op Rave Wonderland. In 1998 brachten ze onder de naam Sandboxrocker een aantal remixen uit. In 1999 kwam de eerste single uit: Ihr Seid So Leise. Het nummer werd in Duitsland een hit. Het nummer Lovemachine is origineel van Supermax. Het nummer haalde in 1978 de 11e positie in de Nederlandse Top 40. In Nederland braken ze echt door met het nummer Phatt Bass, dat samen met de Warp Brothers is geproduceerd. Het eerste nummer waarmee Aquagen in Nederland de Top 40 haalde is Hard To Say I'm Sorry, een cover van Chicago uit 1977. Het nummer Everybody's Free is van Rozalla en komt oorspronkelijk uit 1991.

## Singles
- Ihr Seid So Leise 1999
- You Are So Quiet 1999
- Phatt Bass (met Warp Brothers) 2000
- Tanz Für Mich (met Ingo Appelt) 2000
- Lovemachine 2000
- Partyalarm (Und Ab Geht's) 2000
- Hard To Say I'm Sorry 2002 (Dancesmash op Radio 538)
- Everybody's Free (met Rozalla) 2002
- We Will Survive (met Warp Brothers) 2002
- The Summer Is Calling 2002
- Girl (Uhh Uhh Yeah Yeah) 2004
- The Pipes Are Calling 2006

## Albums
- Abgehfaktor 2000
- Weekender 2002
- Nightliner 2002